# Paul Accola
Paul Accola (Davos, 20. veljače 1967.) je bivši švicarski alpski skijaš. 
Osvajač je jedne olimpijske medalje (bronca u kombinaciji na Igrama u Calgaryu 1988.) i tri medalje sa svjetskih prvenstava (srebro u kombinaciji na SP u Vailu 1989., bronca u kombinaciji na SP u Vailu 1999. i bronca u kombinaciji na SP u St. Antonu 2001. godine).
1992. postao je i ukupni pobjednik Svjetskog kupa. Ima sedam pobjeda u Svjetskom kupu, a 26 puta je stajao na pobjedničkom postolju, zadnji put 2000. godine. Zanimljivo je da je sve pobjede u karijeri ostvario u jednoj sezoni i da je pobjeđivao u četiri različite discipline. Odlučio se prestati baviti aktivnim skijanjem u veljači 2005. godine u 38. godini.
| Datum              | Skijalište             | Disciplina  |
| ------------------ | ---------------------- | ----------- |
| 29. studenog 1991. | Breckenridge           | Veleslalom  |
| 30. studenog 1991. | Breckenridge           | Slalom      |
| 13. siječnja 1992. | Garmisch-Partenkirchen | Kombinacija |
| 19. siječnja 1992. | Kitzbühel              | Kombinacija |
| 26. siječnja 1992. | Wengen                 | Kombinacija |
| 1. veljače 1992.   | Megève                 | Super G     |
| 1. ožujka 1992.    | Morioka                | Super G     |